# Хронологія рекордів України з бігу на 1 милю серед чоловіків
Рекорди України з бігу на 1 милю визнаються Федерацією легкої атлетики України з-поміж результатів, які показали українські легкоатлети на відповідній дистанції на біговій доріжці стадіону, за умови дотримання встановлених вимог.

## Хронологія рекордів
| | Час     | Атлет                    | Місто змагань | Дата змагань | Примітки | Відео |
| --- | ------- | ------------------------ | ------------- | ------------ | -------- | ----- |
| 1 | 3.55,28 | Андрій Булковський Львів | Цюрих         | 17.08.1994   | [ 1 ]    |       |
| Світовий клас в Цюриху, Летцигрунд, ф1: 1. Андрій Булковський 3.55,28. 2. Стів Голман 3.55,50. 3. Аззеддін Седікі 3.55,67. 4. Рюдігер Штенцель 3.55,83. 5. Єнс-Петер Герольд 3.55,85. 6. Девід Кібет 3.56,14. 7. Ісаак Карлос Вісьйоса 3.56,19. 8. Наял Брутон 3.56,70. |         |                          |               |              |          |       |
| 2 | 3.50,04 | Іван Гешко Хмельницький  | Лондон        | 30.07.2004   | [ 2 ]    |       |
| Norwich Union British Grand Prix, Кристал Пелас, ф2: 1. Пол Корір 3.49,84. 2. Іван Гешко 3.50,04. 3. Еліуд Кіпчоґе 3.50,40. 4. Алан Вебб 3.50,73. 5. Корнеліус Чірчір 3.50,82. 6. Ноа Нгені 3.53,71. 7. Роб Маєрс 3.53,78. 8. Ентоні Вайтман 3.55,54. 9. Ендрю Бадделі 3.56,13. 10. Майкл Ту 3.56,95. 11. Даніель Лінкольн 3.57,68. 12. Джеймс Ті 3.57,86. 13. Адріан Блінкоу 4.00,81. Генрі Ротіч DNF. Девід Лелеї DNF. Кевін Салліван DNS. Аділь Кауш DNS. |         |                          |               |              |          |       |
| 20 років, 241 день від дати встановлення |         |                          |               |              |          |       |